# German Motion Picture Fund
Beim German Motion Picture Fund (GMPF) handelt es sich um ein eigenständiges Filmförderungsprogramm auf Initiative des Bundesministeriums für Wirtschaft und Energie, das im Jahr 2015 eingerichtet wurde.

## Ziele
Beim German Motion Picture Fund handelt es sich um ein eigenständiges Förderprogramm auf Initiative des Bundesministeriums für Wirtschaft und Energie (BMWi), das die deutsche Filmwirtschaft mit jährlich 10 Millionen Euro fördert und mit dem die Wettbewerbsfähigkeit und Innovationskraft des Filmstandorts Deutschland gestärkt und die Herstellung von Filmen und Serien als Wirtschafts- und Kulturgut gefördert werden sollen.
Das Förderprogramm soll einen besonderen Anreiz setzen, digitales Filmschaffen in Deutschland umzusetzen und trägt dazu bei, den Filmstandort Deutschland international besser zu bewerben und insbesondere im Vergleich zum europäischen Ausland attraktiver zu machen.   
Weitere Ziele sind die Sicherung der Qualität und Vielfalt des deutschen Films und die Förderung der mittelständischen Filmwirtschaft.

## Art und Höhe der Förderung
Vom German Motion Picture Fund wird die Herstellung von international koproduzierten Kinofilmen und Serien mit hohem Herstellungsbudget und hohen Ausgaben in Deutschland unterstützt. Die Förderung setzt einen besonderen Anreiz, digitales Filmschaffen in Deutschland umzusetzen. Das jährliche Fördervolumen des German Motion Picture Fund beträgt zehn Millionen Euro, wobei die Zuwendung im Rahmen der Projektförderung in Form eines nicht rückzahlbaren Zuschusses als Anteilfinanzierung gewährt wird. Die Höhe der Zuwendung bemisst sich nach den zuwendungsfähigen deutschen Herstellungskosten und beträgt in der Regel maximal 2,5 Millionen Euro, wobei die Herstellungskosten eines Kinofilms mindestens 25 Millionen Euro, die Herstellungskosten einer Serie mindestens 1,2 Millionen Euro pro Episode betragen müssen. In beiden Fällen müssen die deutschen Herstellungskosten mindestens 40 Prozent ausmachen. Bei Filmen beträgt die Zuwendung zehn Prozent der zuwendungsfähigen deutschen Herstellungskosten. Auf Antrag kann die Zuwendung bis zu 20 Prozent betragen, wenn mindestens eine Million Euro für digitales Filmschaffen in Deutschland ausgegeben werden. Bei Serien beträgt die Zuwendung 20 Prozent der zuwendungsfähigen deutschen Herstellungskosten. Auf Antrag kann die Zuwendung bis zu vier Millionen Euro betragen, wenn die deutschen Herstellungskosten mindestens 20 Millionen Euro ergeben und mindestens eine Million Euro für digitales Filmschaffen in Deutschland verwendet werden.

## Geförderte Projekte
2016 wurden insgesamt acht Projekte gefördert, darunter sieben Serienprojekte.